# Tarrocanus viridis
Tarrocanus viridis là một loài nhện trong họ Thomisidae.
Loài này thuộc chi Tarrocanus. Tarrocanus viridis được miêu tả năm 1935 bởi Dyal.